# 드룬의 비밀
《드룬의 비밀》(영어: The Secrets of Droon)은 토니 애벗(Tony Abbott)이 지은 판타지 소설이며, Junie B. Jones, Magic Tree House (마법의 시간 여행), Harry Potter (해리포터) 등을 출판한 미국에 있는 대형 출판사인 스콜라스틱(Scholastic Corporation)에서 출판하였다.

## 주인공
- 에릭-Eric: 종반에 마법사가 된다. 소심하지만 똑 부러지는 소년. 흑발에 흑안이다.
- 닐-Neal: 종반에 지니가 된다. 장난꾸러기에 짓궂은 소년. 하지만 착한 마음을 갖고 있다. 금발에 녹안.
- 줄리-Julie: 날수 있고 모습을 바꿀 수 있게 되는 소녀. 흑발에 흑안을 가진 아시아계 소녀. 당차고 씩씩한 성격이다.
- 키아 공주-kia princess: 금발에 푸른 눈을 가진 소녀. 드룬 왕국의 하나뿐인 왕위 계승자. 친모가 스파 대공에 의해 모습이 계속 변하게 되는 저주에 걸린다.

## 책 목록
영어로 되어 있는 제목은 한국어판으로 출간되지 않은 책이다.
1. 숨겨진 계단과 마법의 융단
2. 화산 궁전으로의 여행
3. 신비의 섬
4. 구름속의 도시
5. 얼음 대전쟁
6. 잠자는 거인
7. 유령의 나라
8. 황금말벌
9. 요정 임금의 탑
10. 왕비를 찾아서
11. 솔개 도적들의 부활
12. 마녀의 해저 소굴
13. 말리반의 가면
14. 자파윈드의 항해
15. 달빛 문서
16. 은빛 눈의 기사들
  - 스페셜 에디션 1. 마법의 도주
17. 꿈 도둑
18. 용의 배를 찾아서
19. 똬리를 튼 독사
20. 로그의 얼음 동굴 속에서
21. 지니의 비상
  - 스페셜 에디션 2. 키아 공주의 두 얼굴
22. 안개의 섬
23. The Fortress of the Treasure Queen
24. The Race to Doobesh
25. The Riddle of Zorfendorf Castle
  - Special Edition 3. Voyagers of the Silver Sand
26. Moon Dragon
27. The Chariot of Queen Zara
28. In the Shadow of Goll
  - Special Edition 4. Sorcerer
29. Pirates of the Purple Dawn
30. Escape from Jabar-Loo
31. Queen of Shadowthorn
  - Special Edition 5. Moon Magic
32. Treasure of the Orkins
33. Flight of the Blue Serpent
34. In the City of Dreams (2009년 2월)
  - Special Edition 6. Crown of Wizards (2009년 5월)